# Флуд (хребет)
Хребет Флуд (англ. Flood Range, укр. повінь, потоп, 76°3′ пд. ш. 134°30′ зх. д. / 76.050° пд. ш. 134.500° зх. д.) — гірський хребет висотою до 3500 м, в основному вулканічного походження в Західній Антарктиді, Земля Мері Берд.

## Географія
Хребет розташований у Західній Антарктиді, в Землі Мері Берд, на північно-західному узбережжі Антарктиди, недалеко від східного узбережжя моря Росса та приблизно за 150 км на південь від океанського узбережжя Антарктиди. Він у східній свої частині, утворює практично прямий кут із південною частиною хребта Еймса (англ. Ames Range) із найвищою вершиною вулканом Андрус (2978 м).
Хребет Флуд був відкритий з великої відстані антарктичною експедицією полярного дослідника, адмірала Річарда Берда в листопаді-грудні 1934 року. Берд назвав найвищу вершину (вулкан) цього хребта на честь свого дядька Генрі Д. Флуда — «Гора Гал Флуд» (англ. Mount Hal Flood), але згодом ім'я Флуд почало застосовуватися до всієї гірської системи, частиною якої і є цей вулкан. Сам же вулкан був названий «Консультативним комітетом із назв в Антарктиці» (US-ACAN) вулкан Берлін (англ. Mount Berlin), на честь Леонарда М. Берліна, керівника партії, в рамках програми США з досліджень в Антарктиці (USAS) в грудні 1940 року. Ретельніше хребет був досліджений в рамках цієї ж програми досліджень в 1939-41 роках.
Хребет простягся із заходу на схід на довжину близько 96 км. Ширина коливається від 17-18 км — на периферії (на заході та сході), до 25-30 км — в центральній частині. Найвища точка — вулкан Берлін (3478 м), розташований у західній частині хребта.
В східній частині хребта, за 8-10 км на північ, розташований хребет Еймса.

## Вершини хребта Флуд
| Назва               | Назва англійською   | Висота, м | Розташування                                                 |
| ------------------- | ------------------- | --------- | ------------------------------------------------------------ |
| Вулкан Берлін       | Mount Berlin        | 3478      | 76°3′ пд. ш. 135°52′ зх. д. / 76.050° пд. ш. 135.867° зх. д. |
| Вулкан Моултон      | Mount Moulton       | 3078      | 76°3′ пд. ш. 135°8′ зх. д. / 76.050° пд. ш. 135.133° зх. д.  |
| Гора Бірсау         | Mount Bursey        | 2780      | 76°1′ пд. ш. 132°38′ зх. д. / 76.017° пд. ш. 132.633° зх. д. |
| Скелі Прагл Краґс   | Prahl Crags         | 2750      | 76°4′ пд. ш. 134°43′ зх. д. / 76.067° пд. ш. 134.717° зх. д. |
| Купол Колера        | Kohler Dome         | 2680      | 76°2′ пд. ш. 134°17′ зх. д. / 76.033° пд. ш. 134.283° зх. д. |
| Бранденбергер Блуфф | Brandenberger Bluff | 1650      | 75°58′ пд. ш. 136°5′ зх. д. / 75.967° пд. ш. 136.083° зх. д. |